# 飯山正樹
飯山 正樹（いいやま まさき、1953年10月1日 - ）は、広島県出身の元プロ野球選手。ポジションは投手。

## 来歴・人物
私立広島県北川工業高等学校では、主戦投手になったのは三年からで、速球を中心とする本格派。
1971年夏の県大会では広島工に三回戦で敗れたが、興譲館高、関西高とワンヒット・ゲームを二度マーク、一試合平均の奪三振は10、二試合連続15奪三振を記録するなどスピードボールは有名になっていた。カーブも武器としていた。
1971年のドラフトで南海ホークスから2位で指名され入団。
一軍公式戦に出場することはなく、退団した。

## 詳細情報

### 年度別投手成績
- 一軍公式戦出場無し

### 背番号
- 46 （1972年 - 1973年）